# Tlepòlem
|  | Per a altres significats, vegeu «Tlepòlem (sàtrapa)». |

Segons la mitologia grega, Tlepòlem (grec antic: Τληπόλεμος, 'qui resisteix la guerra') va ser un heroi grec fill d'Hèracles i d'Astíoque (o d'Astidamia), i rei de Rodes. La primera era filla del rei dels tesprotis, Filant. Hèracles s'havia unit amb ella una vegada presa la ciutat d'Èfira, durant una expedició que va fer amb la gent de Calidó. A la Ilíada el pare d'Astíoque és Àctor.
Quan Hèracles va morir, els heraclides van provar de tornar diverses vegades al Peloponnès, però després de cada intent s'havien de replegar a l'Àtica. Però Tlepòlem i el seu besoncle Licimni, germanastre d'Alcmena, van ser convidats pels argius a establir-se a Argos. Durant una disputa entre Tlepòlem i Licimni aquest darrer va acabar mort d'un cop de bastó. Unes tradicions diuen que l'assassinat va ser accidental, atès que Tlepòlem volia colpejar un bou (o un esclau), i el basto s'havia desviat. Els parents del difunt van obligar Tlepòlem a exiliar-se d'Argos. L'heroi, acompanyat de la seva esposa Polixo, es refugià a Rodes, on fundà tres ciutats, Lindos, Ialisos i Camiros.
Tlepòlem figura en la llista dels pretendents d'Helena. Anà a la guerra de Troia al front de nou naus, segons el "Catàleg de les naus", deixant Polixo com a regent a Rodes. Va ser mort en combat per Sarpèdon. Polixo va organitzar uns Jocs Fúnebres en honor del seu marit, on van prendre part nens i on el premi era una corona d'àlber. Després va voler venjar el seu marit castigant Helena, quan Menelau va passar per Rodes.
Els companys de Tlepòlem, tornant de Troia, van fer escala a Creta, i després es van anar a instal·lar a «les illes d'Ibèria», és a dir, les Illes Balears. Aquest mite fundacional de les Balears és conegut per Estrabó, Sili Itàlic i Pseudo-Apol·lodor.